# Sainte-Cécile (Manica)
Sainte-Cécile è un comune francese di 827 abitanti situato nel dipartimento della Manica nella regione della Normandia.
Prende il nome dalla omonima chiesa di Sainte.Cecile, del XV secolo.
Il consiglio municipale si compone di 15 membri e il comune fa parte della  "comunità dei comuni" del cantone di Villedieu-les Pôeles.

## Società

### Evoluzione demografica
Abitanti censiti